# Desaparición de Asha Kreimer
Asha Kreimer (Hilo, Hawái; 2 de mayo de 1989) es una mujer australiana de origen estadounidense que desapareció el 21 de septiembre de 2015 en California. Llevaba cinco días despierta, aquejada de una crisis de salud mental, y había sido dada de alta tras una evaluación psiquiátrica. Mientras desayunaba con su novio y un amigo de la familia en el Rollerville Cafe de la ciudad de Punta Arenas, se dirigió al baño. Seguía a su amiga, pero ésta pronto se dio cuenta de que Kreimer había desaparecido.
Es probable que Kreimer nunca entrara en el baño. En el momento de su desaparición iba vestida con ropa de calle, pero iba descalza. No llevaba dinero, tarjetas de crédito ni documentos de identidad. Su chaqueta fue encontrada más tarde tirada en la carretera.

## Antecedentes
Asha Kreimer, de entonces 26 años y con doble nacionalidad estadounidense y australiana, llevaba tres años viviendo con su novio en Albion (California), cuando sufrió una crisis de salud mental. Nunca antes había tenido problemas de esta índole. Sin embargo, tras permanecer despierta durante cuatro noches y gritar incoherencias, fue trasladada al Mendocino Coast District Hospital de Fort Bragg (California) el 20 de septiembre de 2015. El contratista que se había hecho cargo cuando el condado de Mendocino privatizó los servicios de salud mental debía evaluarla según el Código 5150 de California para determinar si suponía un riesgo para sí misma o para los demás. Sin embargo, Kreimer se resistió tanto a que le tomaran las constantes vitales antes de la evaluación de salud mental que se llamó al Departamento de Policía de Fort Bragg. Al final, Kreimer fue entregada sin evaluación ni tratamiento a su novio y a un amigo australiano de la infancia que estaba de visita.

## Desaparición
Tras la liberación de Kreimer, el trío se dirigió al sur, hacia Punta Arenas, y paró en el Rollerville Cafe de Flumeville. A las 9:30 de la mañana, mientras estaban en el café, la amiga de Kreimer se levantó para ir al baño. Unos segundos después, Kreimer decidió que ella también iría al baño y siguió a su amiga, aunque ésta no sabía que Kreimer iba detrás de ella. Cuando la amiga volvió a la mesa, el novio de Kreimer le dijo que Kreimer la había seguido al baño, pero la amiga dijo que nunca la llegó a ver en los servicios. 
Los investigadores creen que Kreimer nunca entró en el cuarto de baño y que, en su lugar, se alejó del establecimiento. En el momento de su desaparición, Kreimer iba descalza y vestía unos vaqueros negros ajustados y una sudadera gris con capucha. Se marchó sin dinero, tarjetas de crédito ni identificación. También es posible que se dejara el teléfono móvil, aunque no está claro. Su chaqueta fue encontrada posteriormente en la carretera de Point Arena Light.

## Búsqueda
Posteriormente ha habido informes imprecisos sobre Kreimer. Según un portavoz de la oficina del sheriff del condado de Mendocino, supuestamente regresó al norte, a su casa de Albion, y recogió a su pastor alemán. Un surfista en Gualala, al sur de la cafetería, también la vio supuestamente sobre las 15:00 horas del día de su desaparición.
A partir de febrero de 2016, la búsqueda de Kreimer continuó, ya que sus amigos en Alice Springs (Australia), recaudaron fondos para continuar buscando.
Al 24 de abril de 2018, según los informes, la madre de Kreimer continuaba viajando a California desde Australia cada pocos meses para buscar a su hija.
Se ha informado a la Oficina del Sheriff del Condado de Mendocino (MCSO) por la familia de Kreimer que es posible que Kreimer haya tomado un nombre falso, relacionado con un incidente de salud mental reportado en los días previos a su desaparición.